# Karsten Ohrt
Karsten Ohrt (født 8. november 1952 på Frederiksberg, død 25. september 2023) var en dansk kunsthistoriker, tidligere direktør for Ny Carlsbergfondet og tidligere direktør for Statens Museum for Kunst.

## Uddannelse
Karsten Ohrt blev student fra Holstebro Gymnasium i 1971 og var mag.art. i kunsthistorie. Hans studier foregik ved Aarhus Universitet, Courtauld Institute of Art i London og Københavns Universitet 1972-79.

## Karriere
Ohrt var museumsinspektør på Nordjyllands Kunstmuseum i Aalborg 1979-1988, direktør for Kunsthallen Brandts 1988-2007, direktionsmedlem i Ny Carlsbergfondet 1994-2007, 2007-2014 direktør for Statens Museum for Kunst og 2014-2019 formand for Ny Carlsbergfondet.

## Hæder
Han modtog i 1998 N.L. Høyen Medaljen. Han var Ridder af 1. grad af Dannebrogordenen og Officier dans l'Ordre de Merité, Luxembourg (2003).

## Tillidshverv
Han påtog sig en del faglige hverv: Han var medlem af bestyrelsen for Folkeuniversitetet i Aalborg 1985-88, medlem af bestyrelsen for Dansk ICOM 1991-93, medlem af forretningsudvalget for Museumsrådet for Nordjyllands Amt 1986-88, medlem af bestyrelsen for Fælleskonserveringen, Danske Museers Center til Bevaring af Kunst 1982-89 (formand 1988-89), medlem af Kulturministeriets arbejdsgruppe vedr. et sekretariat for billedkunst (Center for Dansk Billedkunst) 1992-93, var kunstnerisk konsulent for Odense Bys Kunstfond og "Skulptur i Eventyrhaven" fra 1992, var medlem af bestyrelsen for TICKON, Tranekjær Internationale Center for Kunst og Natur 1991-2001, medlem af strukturgruppen for Billedkunst/arkitektur-projektet Laboratorium for Tid og Rum 1994-97, formand for styringsgruppen til projektet "Dansk Skulptur i 125 år" 1994-96, medlem af bestyrelsen for Center for Dansk Billedkunst 1995-99, medlem af Kulturministeriets følgegruppe vedr. revision af Museumsloven maj-november 1995, formand for Udvalget for Billedkunst i Kulturministeriet 1996-98 (Betænkning om Billedkunst 1998), medlem af bestyrelsen for teatergruppen Hotel Pro Forma 1997-2002, af dommerkomiteen til udvælgelsen af Årets Fynbo 1997-2003, kommiteret medlem af bestyrelsen for Frederiksborgmuseet fra 1998-2004 og medlem af Nationalkomiteen for Expo 2000 i Hannover 1998-2000.
Han var fra 1993 medlem af bestyrelsen for Reventlow-Museet Pederstrup, af Ny Carlsberg Glyptoteks bestyrelse fra 1993 (formand 2006-2007), medlem af bestyrelsen for Paula Fanny Johanne og Bertrand Sigurd Olsens Legat fra 1997, medlem af repræsentantskabet for Syddansk Universitet fra 1999, rådsvalgt medlem af Det Kongelige Akademi for de Skønne Kunster fra 1999, medlem af bestyrelsen for Politiken-Fonden fra 2002, af bestyrelsen for Politiken Holding fra 2003, af Folketingets rådgivende kunstudvalg fra 2003, af repræsentantskabet for Kunstrådet fra 2003, af bestyrelsen for Syddansk Universitet fra 2003, af Danske Banks regionale jury for Danske Initiativpuljer fra 2006, af det rådgivende udvalg for U-TURN fra 2006, af bestyrelsen for Odense Teater fra 2007, af bestyrelsen i Udviklingsforum, Odense Kommune fra 2007, af Folketingets Kunstudvalg fra 2007, af Kulturværdiudvalget fra 2007, medlem af Runas: Rådet for udvikling af nationalt ABM-samarbejde fra 2007, medlem af Sektorforeningens direktørkollegium fra 2007, medlem af Kulturarvsstyrelsens museumsråd fra 2007, af Billedhugger Kai Nielsens Mindelegats bestyrelse fra 2007, af Jens Søndergaard og Hustrus Mindelegats bestyrelse fra 2007, medlem af bestyrelsen for Kandinskyfonden fra 2007, af samme for Vita og Kai Schou-Hansens Fond fra 2007, af bestyrelsen for Den Hirschsprungske Samling fra 2007 og medlem af Skagens Museums bestyrelse fra 2007.